# 대가성

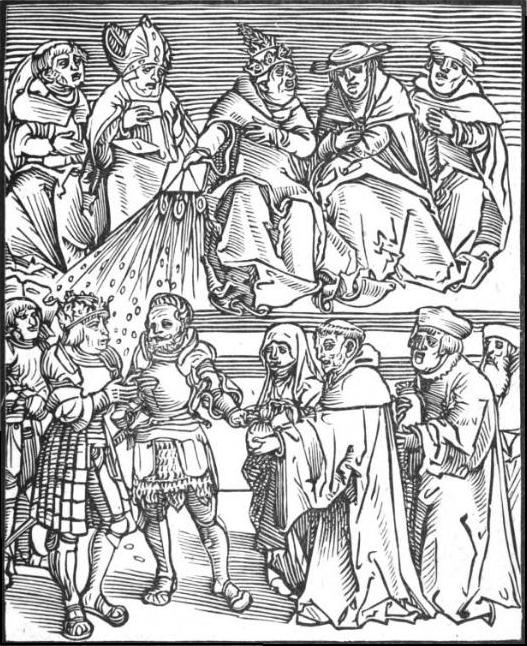
루카스 크라나흐가 로마 카톨릭교회에 관대하게 대하는 권력자들에 대하여 세속권을 관대한 권위로 사용하는 교황을 적그리스도로 조각한 목판화

대가성(quid pro quo, something for something)은 라틴어 구로 상대들이 서로 주고 받는 상품이나 서비스의 교환을 의미한다. 호의에 대한 호의이며 주고 받는 것을 의미하며,  팃포탯, 상대가 자신의 등을 긁어주면 자신도 상대의 등을 긁어주는 것, 그리고 한 손이 다른 손을 씻는다와 같은 문구를 의미한다. 도널드 트럼프 대통령이 자신은 우크라이나와 아무런 대가성이 없었다고 말하면서 더욱더 유명한 말이 되었다.

## 기원
대가성을 뜻하는 quid pro quo라는 라틴어 문구는 처음에는 저것을 대신하여 이것처럼 뭔가 대체된 것을 의미했다.  1530년대에 이 용어가 의도성이 없이 한 의약품을 다른 의약품으로 대체하는 경우에 나타났다. 이 문구는 독창적 규정때문에 유용한 의약품을 가짜 대체품으로 사용하는데까지 확장되었다. 같은 세기가 끝날 무렵, quid pro quo는 동등한 거래를 설명하기 위해 현재의 용도로 발전했다. 이 말은 정치로비나 승진을 위하여 성적 괴롭힘에도 사용된다.

## 같이 보기
- 물물 교환
- 눈에는 눈
- 라틴어 문구 목록
- 오프셋 계약
- 플레이 지불
- 상호 상태
- 팃포탯